# Base navale de Salamine
37° 58′ 25″ N, 23° 32′ 00″ E & 37° 59′ 35″ N, 23° 33′ 56″ E

La base navale de Salamine (en grec moderne : Ναύσταθμος Σαλαμίνας), est la plus grande base navale grecque, située au nord-est de l'île de Salamine, au cap Arapis. Elle s'étend sur les communes d'Amphiali et de Skaramagás. Elle est bordée au nord par le golfe d'Éleusis et au sud-est par la baie de Paloukia (Salamine) qui fait partie du golfe Saronique (également appelé golfe de Salamine). La base navale est le port de rattachement de la plupart des bâtiments de guerre de la marine grecque. Elle comprend également les services administratifs de la marine grecque. Sur la base, y sont employés quotidiennement plus de 10 000 civils et militaires.

## Histoire
La première base navale grecque, organisée au cours de la guerre d'indépendance grecque (1821) est installée sur l'île de Poros. Cette installation est utilisée comme la principale base navale de la marine royale hellénique jusqu'en 1881. Elle est encore utilisée de nos jours pour la formation du personnel de la marine.
Entre janvier 1878 et avril 1881, certaines activités sont transférées de Poros à Faneroméni (el) et aux alentours, sur l'île de Salamine.
Le 16 avril 1881, un arrêté royal ordonne la construction d'une nouvelle base navale, toujours à Salamine, à Arapi, près du cap Arapis. La marine acquiert une superficie d'environ 300 hectares. La plupart des terres sont données par la municipalité de Salamine, qui voit en la construction de la base navale une opportunité pour l'emploi, mais aussi le développement immobilier et les bénéfices des entreprises. 
La construction de la nouvelle base commence en 1881 et les activités navales sont progressivement transférées de Poros et de Faneroméni dans les nouveaux bâtiments. L'un des premiers bâtiments achevés, en 1882, est l'église Agiou Nikolaou (Saint-Nicolas).
La nouvelle base navale est utilisée intensivement pendant les guerres balkaniques, la Première Guerre mondiale et la Seconde Guerre mondiale. 

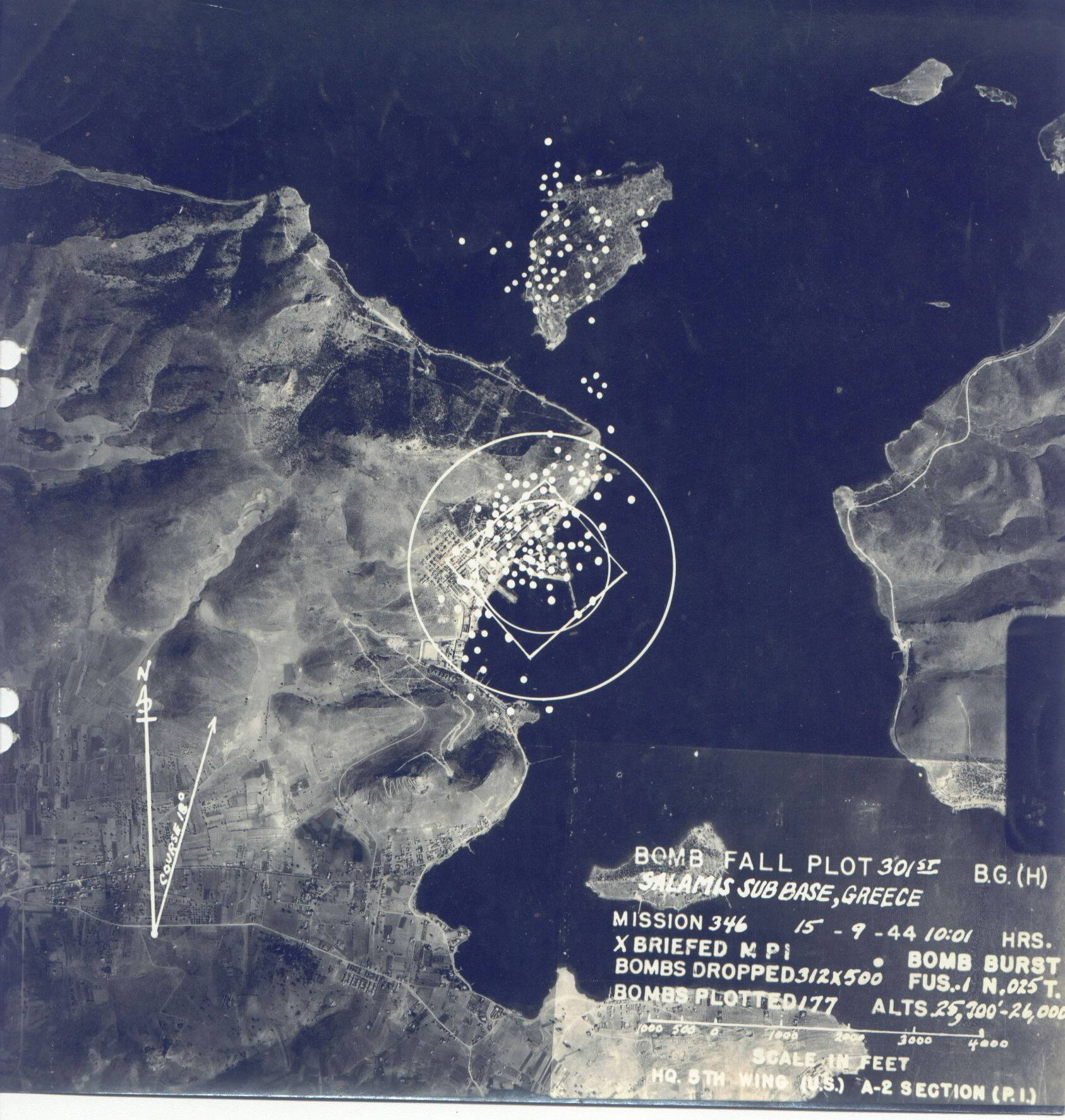
Vue aérienne à l'occasion d'un bombardement de la base occupée, en septembre 1944

Une ligne de chemin de fer légère est ouverte, en 1936, reliant le centre-ville du Pirée et Perama (Ligne Le Pirée-Perama (en)) et se terminant à l'intérieur de la base navale à Amphiali. La ligne reste en service jusqu'en 1977. 
Pendant la Seconde Guerre mondiale, la base est occupée par les Allemands qui l'utilisent pour leurs activités navales, y compris les opérations sous-marines. Les Allemands battent en retraite en 1944, après avoir causé d'importants dégâts aux installations. En outre, le canal d'accès à la mer est bloqué par un certain nombre de navires de guerre coulés par la Luftwaffe en 1941, dont les navires de guerre désarmés Lemnos et Kilkis.
Les travaux de nettoyage, sauvetage et de reconstruction commencent en novembre 1944 et les installations sont progressivement remises en état opérationnel. La base navale de Salamine est utilisée depuis en continu par la marine grecque, tandis qu'une seconde base navale est construite dans la baie de Souda en Crète. 

## Structures et activités

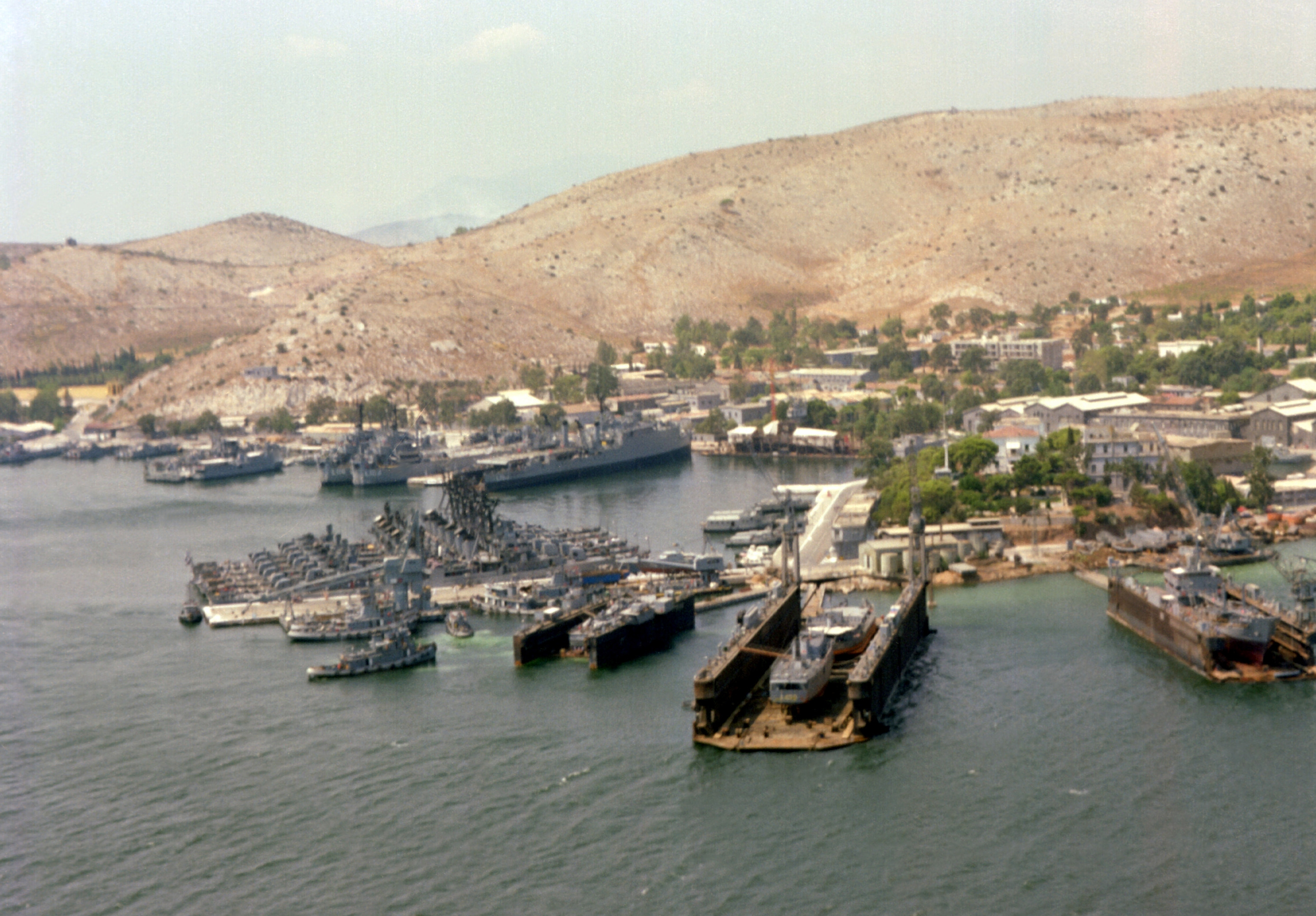
Les cales sèches de la base navale de Salamine (1979)

La base navale de Salamine appartient au commandement logistique de la marine hellénique. Il s'agit du siège des services suivants :
- Les mouvements des navires, des quais, des jetées et de la sécurité de la base
- Hôpital naval de Salamine (ΝΝΣ)
- Achats et fournitures des services généraux (ΝΣ / ΔΕ)
- Service d'approvisionnement en carburant (ΝΣ / ΔΚ)
- Section des infrastructures navales (ΝΣ / ΔΝΕΡ)
- Service de l'armement naval (ΝΣ / ΔΝΟ)
- Laboratoire de chimie (ΝΣ / ΔΝΧ)
- Section financière (ΝΣ / ΔΟΥ)
- Section technique (ΝΣ / ΔΤ)

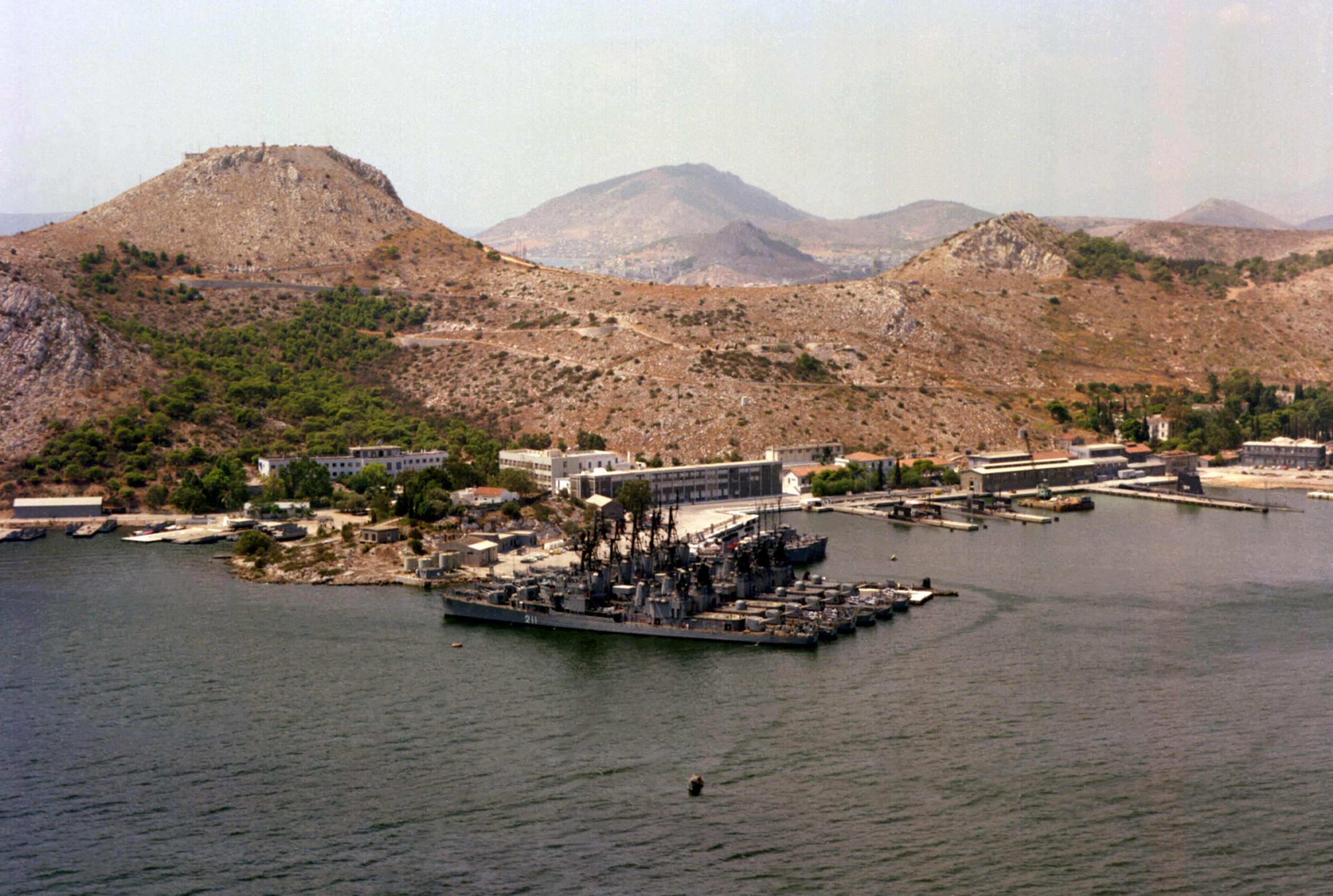
Secteur administratif de la base navale (1979)

Les commandements suivants, du quartier général de la flotte, sont également basés au sein de la base navale de Salamine :
- Commandement hellénique des frégates[2]
- Commandement hellénique des navires rapides[3]
- Commandement hellénique des canonnières
- Commandement hellénique de guerre des mines[4]
- Commandement hellénique des forces amphibies
- Commandement hellénique des forces sous-marines
- Commandement hellénique de démolition sous-marine

Autres unités navales aux alentours de la base comprenant :
- Camp d'entraînement de Palaskas
- héliport d'Amphiali

Par ailleurs, la base navale d'opérations avancées de Syros est supervisée par la base navale de Salamine. 

## Contribution à la vie économique de Salamine
La base navale a établi des liens étroits avec la communauté locale. La base est un employeur important pour les insulaires et sous-traite régulièrement l'entretien des navires à des établissements locaux à Salamine, Perama, Keratsini et Drapetsona. Cette offre d'emploi a incité les habitants de l'île à y rester, freinant ainsi la migration vers d'autres lieux pour la recherche de travail, en particulier durant les années 1950.
De nos jours, le nombre total d'employés dans la zone de la base navale est d'environ 10 000 personnes, dont plus de 2 000 proviennent de Salamine. Beaucoup des besoins de la base navale, notamment la nourriture, les matériaux, fournitures et autres éléments sont fournis par le marché local de Salamine, créant ainsi des emplois supplémentaires sur l'île. En termes économiques, le travail génère de la croissance et des revenus pour la population de Salamine.

### Urgences
Si nécessaire, en cas d'urgence sur l'île, la base navale est présente. Au cours de la période 2001-2005, les pompiers de la base navale ont participé à au moins 50 missions de lutte contre des incendies à Salamine. Des réserves d'aliments et d'eau existent dans la base navale pour plusieurs années.

### Santé
L'hôpital de la base navale offre une assistance médicale importante pour les résidents de Salamine, en particulier pour les travailleurs et les membres de leurs familles. Avant le développement de l'équivalent grec du SAMU sur l'île, de nombreux incidents de santé graves ont été traités par l'hôpital de la base navale.

### Éducation
La base navale contribue à la formation professionnelle des jeunes. Les installations comprennent un centre d'enseignement pour une formation d'une durée de 3 ans aux diverses spécialités de la marine. Les étudiants y reçoivent une formation gratuite et sont rémunérés le temps de leur formation et emploi à la base navale. 

## Sources
- (en)/(el) Cet article est partiellement ou en totalité issu des articles intitulés en anglais « Salamis Naval Base » (voir la liste des auteurs) et en grec moderne « Ναύσταθμος Σαλαμίνας » (voir la liste des auteurs).